# Jean Étienne Feytou
Jean Étienne Feytou, né en 1742 à Saint-Martin-lès-Langres et mort le 3 mai 1816 à Champigny-lès-Langres, est une personnalité française de la musique.

## Biographie
Il est devenu prêtre à la mort de son épouse (1789) et fit des recherches sur la musique. Il a collaboré à ce titre à l'Encyclopédie méthodique du libraire Panckoucke.
Il est devenu curé de Champigny-lès-Langres en 1815 et il y meurt en 1816. Il est enterré au cimetière de Champigny.